# Arduin z Ivrei
Arduin z Ivrei (wł. Arduino, ok. 955–1015) – król Włoch od 1002, syn Dadona, księcia Pombii i córki Arduina III Łysego, hrabiego Turynu. Będąc markizem Ivrei prowadził antyniemiecką politykę. narażając się papieżowi Sylwestrowi II, który nałożył na niego ekskomunikę. Po śmierci Ottona III został wybrany w 1002 roku przez włoską arystokrację na króla Włoch. Sprzeciwiający się temu wyborowi biskupi zwrócili się o pomoc do Henryka II, króla niemieckiego. Pokonał on Arduina w bitwach w dolinie Shgana i nad Brentą. Po opuszczeniu Italii przez Henryka, Arduin podjął nieudaną próbę odzyskania wpływów, ostatecznie osiadając w klasztorze San Benigno di Fruttuaria, gdzie zmarł w 1015 roku.
Istnieje hipoteza, że nawiązał kontakty dyplomatyczne z Bolesławem Chrobrym, gdyż szukał sojusznika w swojej walce z Henrykiem II.